# Musa ornata
Espèce
Musa ornata est une espèce de plantes à fleurs du genre Musa (les bananiers) et de la famille des Musaceae. C'est une plante tropicale originaire de Birmanie.
Elle est utilisée comme plante ornementale. Elle mesure de 1,5 m à 3 m de haut.

## Galerie de photographies

Musa ornata, Jardin botanique de la reine Sirikit, Thaïlande
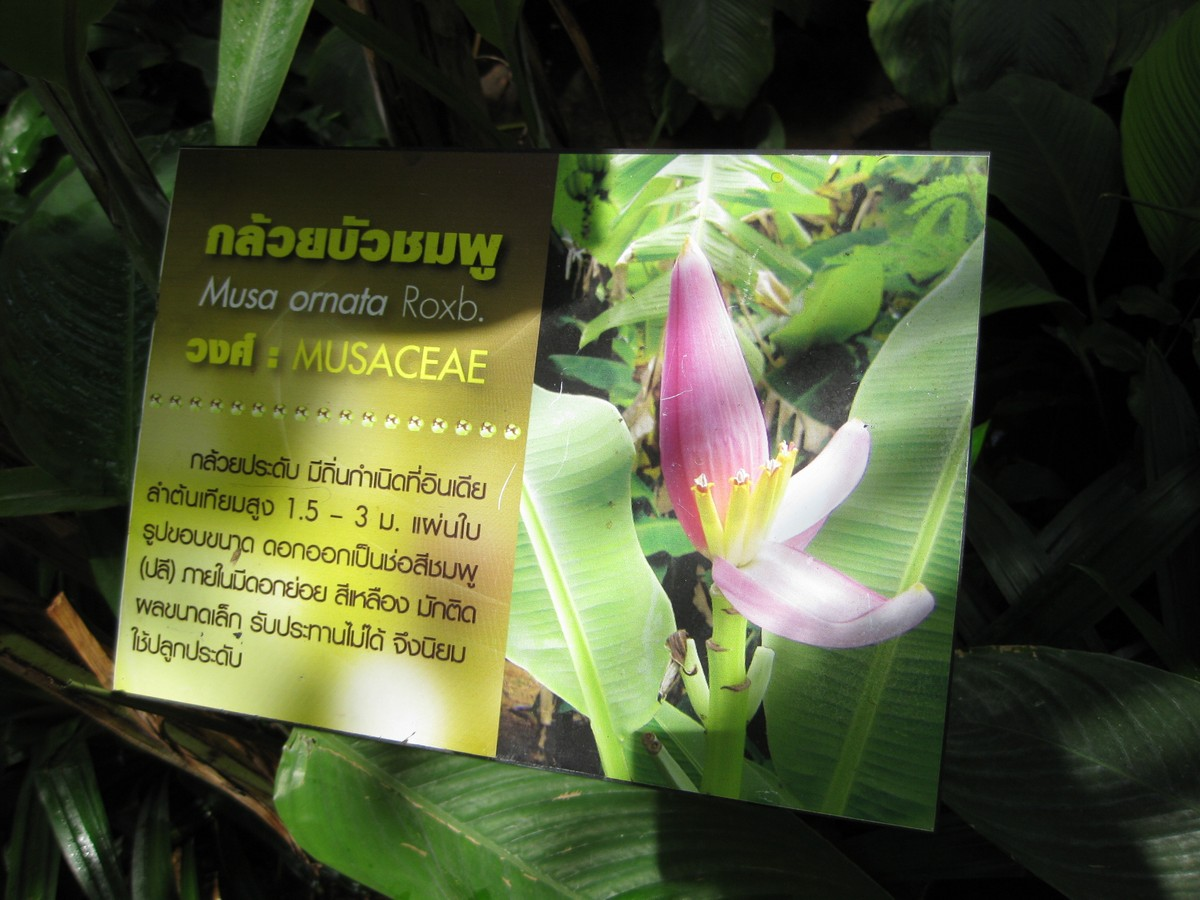
Panneau descriptif en langue siamoise.
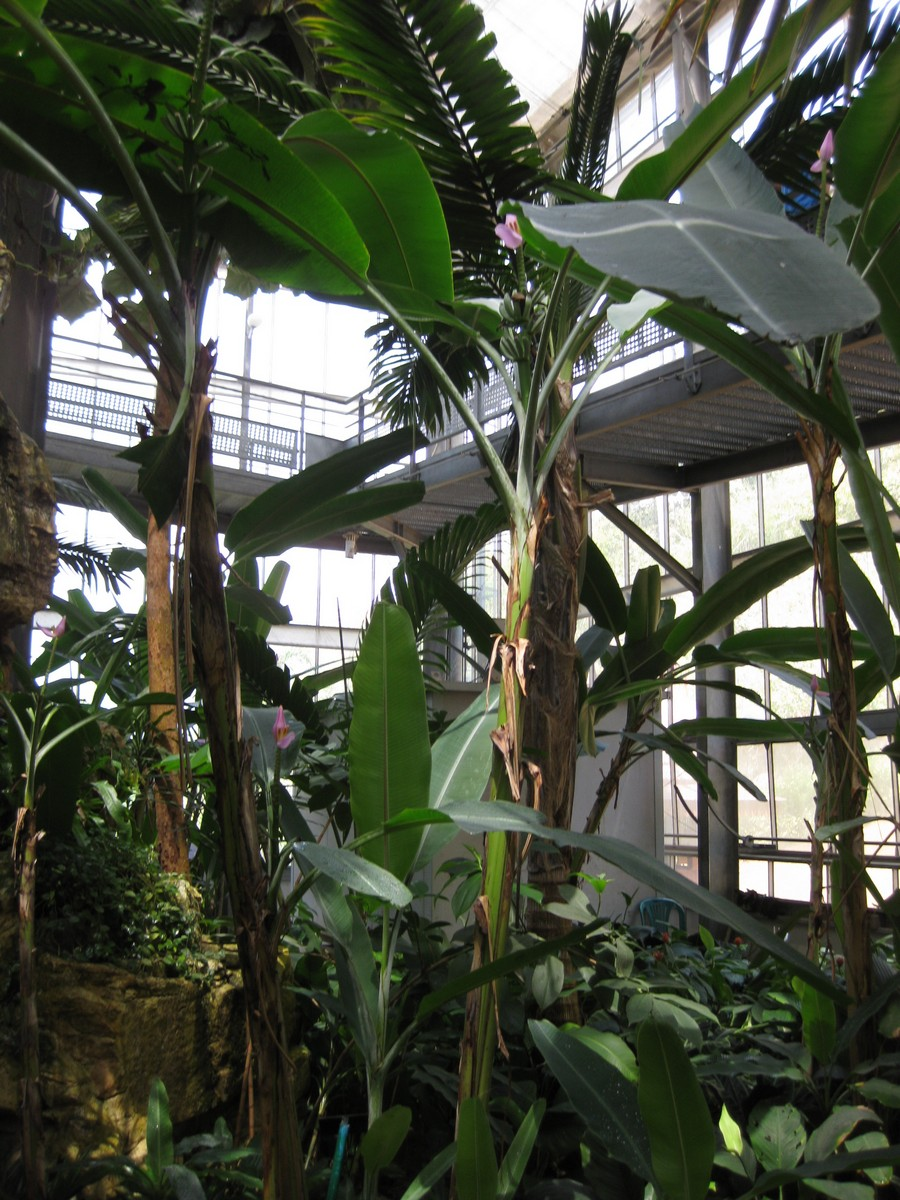
Tronc du bananier.
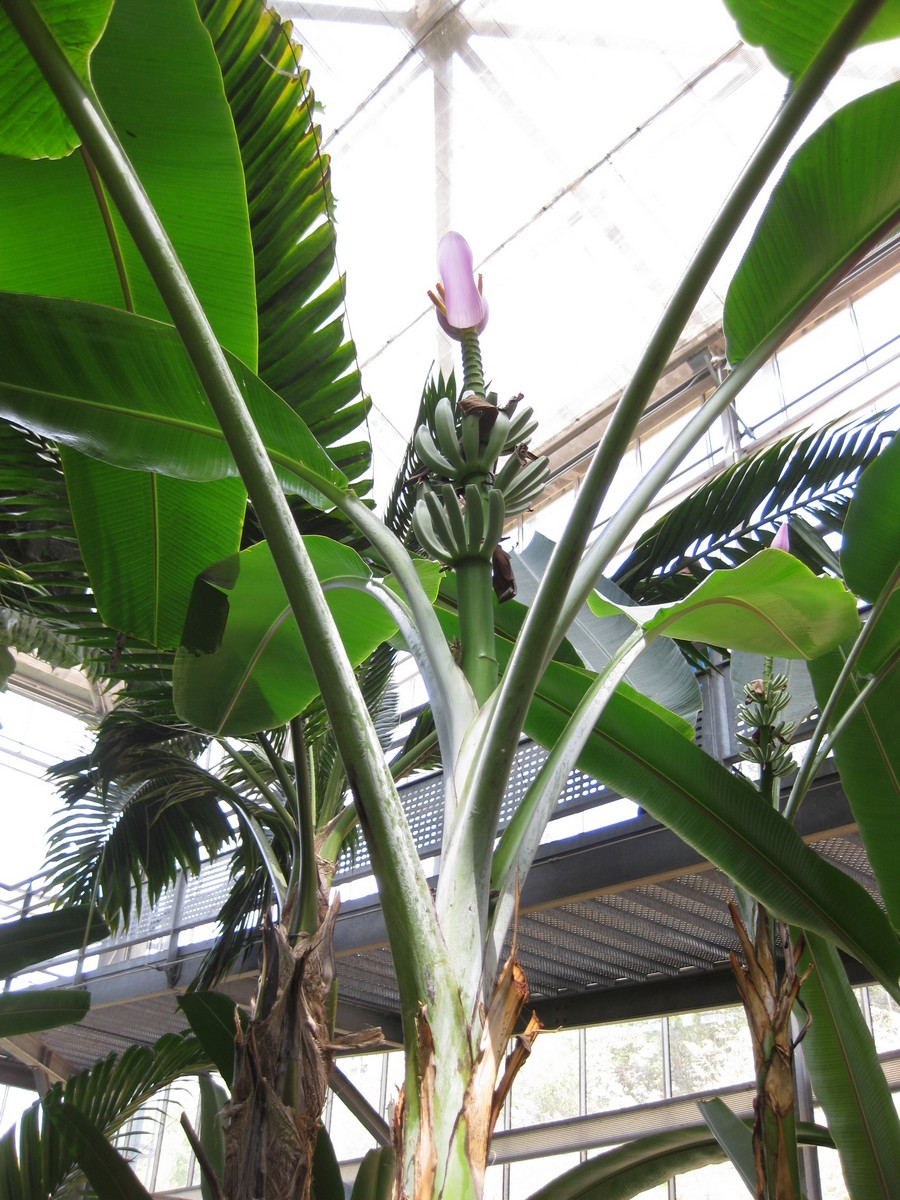
Cime du bananier.

## Liste des variétés
Selon Tropicos (26 février 2016) :
- variété Musa ornata var. normalis Kuntze